# I Am Bob
I Am Bob è un cortometraggio di 19 minuti,  e diretto nel 2007 dal regista inglese Donald Rice ed interpretato da Bob Geldof.

## Trama
Diretto ad un concerto benefico in Scozia, Bob Geldof, abbandonato per sbaglio dal suo autista, si ritrova in uno sperduto locale di una sperduta località nel nord della Gran Bretagna. Senza soldi, senza carte di credito, senza cellulare. Nel locale è in corso una gara di sosia alla quale si trova costretto a partecipare per vincere i soldi del premio e pagarsi così un taxi. L'esito della competizione è tutt'altro che scontato poiché trova come avversario un altro sosia di se stesso.

## Riconoscimenti
- 2007 - Milano Film Festival
  - Premio del pubblico
- 2007 - LA Shorts Fest
  - Miglior commedia
- 2008 - Festival international du court métrage de Clermont-Ferrand
  - Premio Fernand Raynaud